# 王子服
王子服（？—200年2月11日），字子由。又名王服（《后汉书》和《资治通鉴》中）或李服（《后出师表》中），東漢末期的越骑校尉、偏将军。建安五年，王子服与董承、长水校尉辑、议郎吴硕受汉献帝的衣带诏，共谋除去当时挾天子以令天下的曹操，但计划泄露，为曹操所斬除。
在《三国演义》中，王子服的官职为工部侍郎。

## 评价
- 董承：“昔吕不韦之门，须子楚而后高，今吾与子由是也。”
- 《后出师表》：“任用李服而李服图之。”
- 罗贯中：“书名尺素矢忠谋，慷慨思将君父酬。赤胆可怜捐百口，丹心自是足千秋。”